# Asplenium tutwilerae
Asplenium tutwilerae là một loài dương xỉ trong họ Aspleniaceae. Loài này được B.R.Keener & L.J.Davenp. mô tả khoa học đầu tiên năm 2007.
Danh pháp khoa học của loài này chưa được làm sáng tỏ. 